# Masdevallia trechsliniana
Masdevallia trechsliniana är en orkidéart som beskrevs av Willibald Königer och J.Meza. Masdevallia trechsliniana ingår i släktet Masdevallia och familjen orkidéer.
Artens utbredningsområde är Peru. Inga underarter finns listade i Catalogue of Life.